# Stipa airoides
Stipa airoides är en gräsart som beskrevs av Erik Leonard Ekman. Stipa airoides ingår i släktet fjädergrässläktet, och familjen gräs. Inga underarter finns listade i Catalogue of Life.